# David Lawrence (baloncestista)
David Lawrence (Rayne, Luisiana; 5 de mayo de 1959-20 de marzo de 2017) fue un jugador de baloncesto estadounidense. Con 2.08 de estatura, su puesto natural en la cancha era el de pívot. Su hermano Edmund también fue jugador de baloncesto.